# Sillico
Sillico è una frazione del comune di Pieve Fosciana, in provincia di Lucca.

## Geografia
Sillico è situata nel cuore della Garfagnana, su un contrafforte appenninico sovrastante la vallata del Serchio. La frazione è situata a 7 km ad est di Pieve Fosciana.

## Storia
Sillico viene menzionato per la prima volta in un documento del 926 come comunità soggetta alla pievania di Pieve Fosciana. Nel 1429 fu il primo borgo della Garfagnana ad assoggettarsi agli Estensi ottenendo in cambio sgravi fiscali e finanziamenti per il rafforzamento delle mura. L'importanza strategica della località era dovuta alla sua posizione sopraelevata sul piano di Pieve, in contrapposizione alla roccaforte lucchese di Castiglione.

## Monumenti e luoghi d'interesse
- Chiesa di San Lorenzo
- Resti della torre medievale

## Cultura

### Letteratura
Dice di questo paese lo storico Raffaello Raffaelli nella sua "Descrizione geografica storica economica della Garfagnana" (Lucca, 1879):
È un ritratto che assomiglia molto a quello del presente e che può essere scoperto lungo "I Sentieri del Moro", una rete di itinerari da percorrere a piedi che conducono tra borghi, coltivi, castagneti e torrenti alla scoperta di una terra che a volte pare incantata. Il nome dei sentieri deriva dal quello di un brigante locale ("il Moro") diventato famoso in epoca recente grazie ad una tradizionale festa estiva ambientata nella Sillico cinquecentesca, ma che deve la propria notorietà alle citazioni nelle lettere spedite da Ludovico Ariosto al proprio sovrano durante il proprio mandato di Governatore della Garfagnana.
Un altro viaggiatore, Prospero Fantuzzi nel suo viaggio del 1833 visitò il paese il 27 settembre e così lo descrive "ci siamo inviati a piedi amendue per il Sillico, grosso paese su della vetta di un alto monte, distante cinque aspre miglia da Castelnuovo... dopo mi feci ad osservare il paese ed il borgo. Le cima del monte è senza piante e con bei fertili praticelli e campi: il borgo vi si distende nel pendio per cui le contradette interne sono a biscia, mal lastricate ed in pendio. Tutte le facciate delle case sono rozze ed al gusto del paese, ma vi sono tre o quattro famiglie che hanno un po' di buoni fabbricati. Si conta la prima la famiglia Bonaldi, il Dottor Biglia e il signor Lorenzo Masserini, nipote del nostro parroco, da cui godemmo il desinare. Un buon casamento sorge in mezzo agli altri, alto, però senza gusto. È posseduto dal signor conte Carli domiciliato in Castenluovo e vi gode all'estate passarvi colla famiglia qualche mese. La sua posizione però è infelice perché cinto intorno da strette contradelle ed umili e rozze case..." (Viaggi Geografici, Antiche porte editore, Felina, 1998)